# Tröghetsradie
Tröghetsradie är namnet på flera relaterade mått på ett objekt, en yta, eller en ensemble av punkter. Tröghetsradien beräknas som kvadratiska medelvärdets avstånd till objektets delar från dess tyngdpunkt eller en viss axel. Begreppet används inom områdena konstruktion, mekanik och studier av polymerfysik. På engelska är motsvarande begrepp radius of inertia alternativt radius of gyration.

## Användning inom konstruktion
Inom konstruktion, främst byggkonstruktion, används den tvådimensionella tröghetsradien för att beskriva förhållandet av tvärsnittsarean av en balk eller pelare runt sin egen tyngdpunktsaxel. Tröghetsradien ges av följande formel
{\displaystyle R_{\mathrm {g} }^{2}={\frac {I}{A}},}
eller 
{\displaystyle R_{\mathrm {g} }={\sqrt {\frac {I}{A}}},}
där I är böjtröghetsmomentet och A är den totala tvärsnittsarean. Tröghetsradien används för att beräkna styvheten hos konstruktioner. Om tvärsnittsarean inte är symmetrisk kommer konstruktionen knäckas åt den riktning med minst tröghetsmoment. Exempelvis kommer en balk med ett elliptiskt tvärsnitt knäckas i den riktning med minst delaxel.